# Choren Oganesian
Choren Oganesian (Armeniska), född den 10 november 1955 i Jerevan i Armeniska SSR, är en sovjetisk före detta fotbollsspelare som tog brons i fotbollsturneringen vid olympiska sommarspelen 1980 i Moskva.
Efter spelarkarriären har han arbetat som tränare.